# Martin Krammer
Martin Krammer (* 15. November 1964 in Mödling) ist ein österreichischer Designer, Bildhauer und Lehrer.

## Leben
Martin Krammer wurde in Mödling im Wienerwald in Österreich geboren. Er studierte an der Technischen Universität in Wien Architektur. Nach Abschluss des Studiums im Jahr 1994 begann er als Künstler und freischaffender Designer mit dem Schwerpunkt Möbel- und Industriedesign zu arbeiten und betreibt seit dieser Zeit sein eigenes Atelier. Seit 1999 ist er Theorielehrer an der HTL Mödling in den Bereichen Holztechnik und Umwelttechnik.
Das Werk von Martin Krammer besteht vor allem aus Holzskulpturen, Malerei und Skulpturen aus Fotografien.

## Ausstellungen (Auswahl)
- 2004 Ausstellung im wirr, „hantieren mit geschlossenem feuer“, Wien
- 2005 Ausstellung „Keine Hunde“ im Borsodi-Showroom, Wien (mit Christian Hart)
- 2006 Ausstellung „alfredo und alfonso gehen 2 schritte vor sein haus“, Galerie Kunst im Raum, Mödling (mit Christian Hart)
- 2007 Einzelausstellung „dr. hummel sieht mich“; K12 GALERIE, Bregenz
- 2009 Vertreten auf der Vienna-Fair mit Galerie Lang, Wien
- 2009 Ausstellung "fragile buildings", Galerie Time, Wien
- 2011 Ausstellung "WALD", Raab Galerie, Berlin
- 2012 Intern. Gruppenausstellung "HOLZ/WOOD", Kunstverein Bad Salzdetfurth, Bodenburg
- 2014 Koblenz, Galerie Krüger, FRECHHEIT und das große Fischmädchen, vom 9. Mai bis 18. Juli 2014

## Auszeichnungen
- 1996 2. Preis beim Designwettbewerb des Leuchtenherstellers ESTO
- 1997 Anerkennungspreis beim Förderpreis für experimentelles Design
- 1998 Anerkennungspreis künstlerisches Design bei den Kulturpreisen des Landes Niederösterreich